# Rhyacophila pirinica
Rhyacophila pirinica är en nattsländeart som beskrevs av Kumanski 1980. Rhyacophila pirinica ingår i släktet Rhyacophila och familjen rovnattsländor. Inga underarter finns listade i Catalogue of Life.